# Eriospermum macgregoriorum
Eriospermum macgregoriorum är en sparrisväxtart som beskrevs av Pauline Lesley Perry. Eriospermum macgregoriorum ingår i släktet Eriospermum och familjen sparrisväxter. Inga underarter finns listade i Catalogue of Life.